# Руньяк
Рунья́к (фр. Rougnac) — коммуна во Франции, находится в регионе Пуату — Шаранта. Департамент — Шаранта. Входит в состав кантона Вильбуа-Лавалет. Округ коммуны — Ангулем.
Код INSEE коммуны — 16285.
Коммуна расположена приблизительно в 400 км к юго-западу от Парижа, в 120 км южнее Пуатье, в 20 км к юго-востоку от Ангулема.

## Население
Население коммуны на 2008 год составляло 495 человек.
| 1962 | 1968 | 1975 | 1982 | 1990 | 1999 | 2008 |
| ---- | ---- | ---- | ---- | ---- | ---- | ---- |
| 467  | 392  | 370  | 437  | 529  | 547  | 495  |

## Экономика
В 2007 году среди 323 человек в трудоспособном возрасте (15—64 лет) 243 были экономически активными, 80 — неактивными (показатель активности — 75,2 %, в 1999 году было 72,1 %). Из 243 активных работали 217 человек (116 мужчин и 101 женщина), безработных было 26 (14 мужчин и 12 женщин). Среди 80 неактивных 18 человек были учениками или студентами, 33 — пенсионерами, 29 были неактивными по другим причинам.

## Достопримечательности
- Церковь Сен-Пьер (XII век). Памятник истории с 2001 года[3]
- Замок Репер[фр.] (XV век). Памятник истории с 1997 года[4]

## Фотогалерея

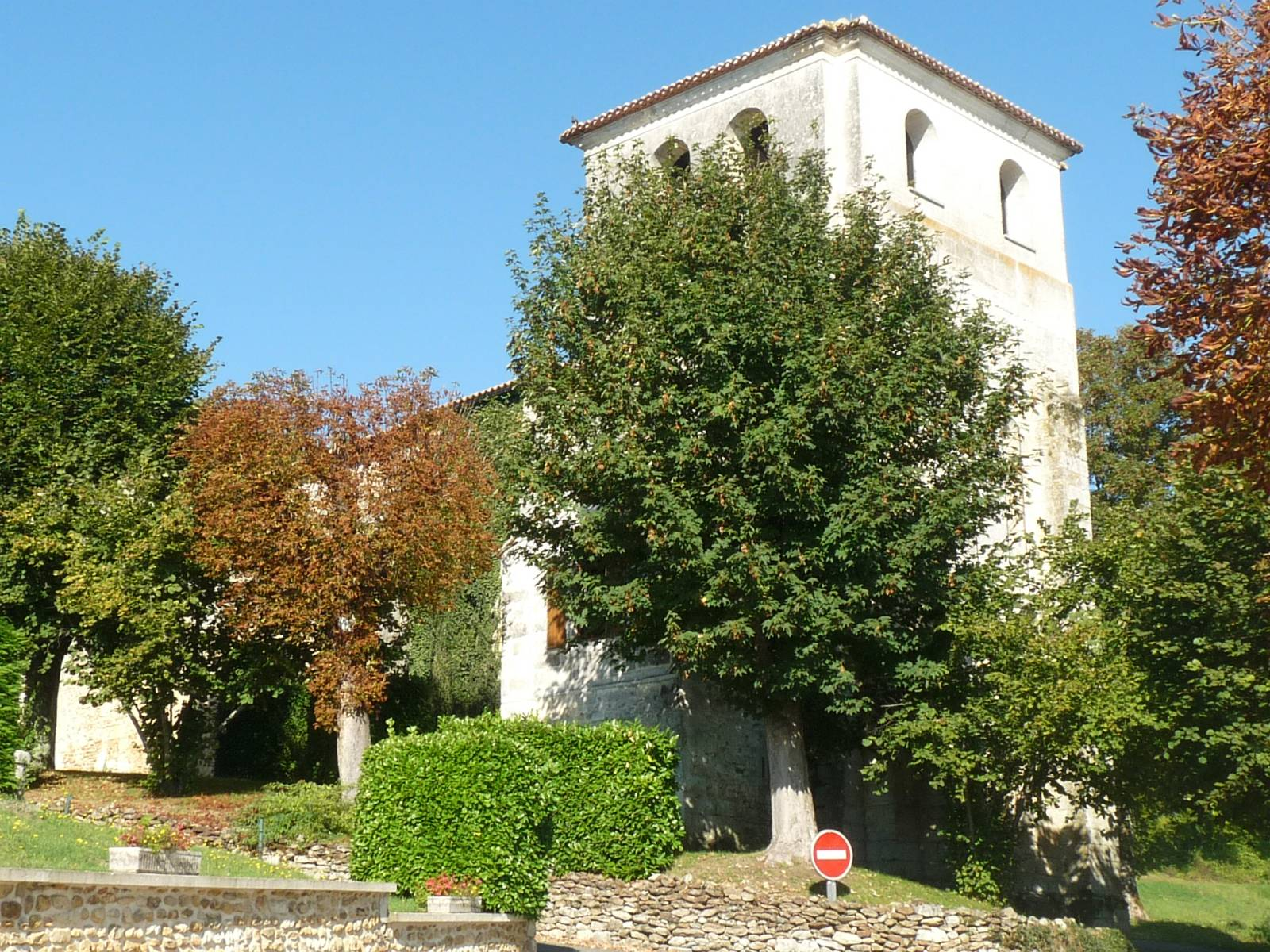
Церковь Сен-Пьер
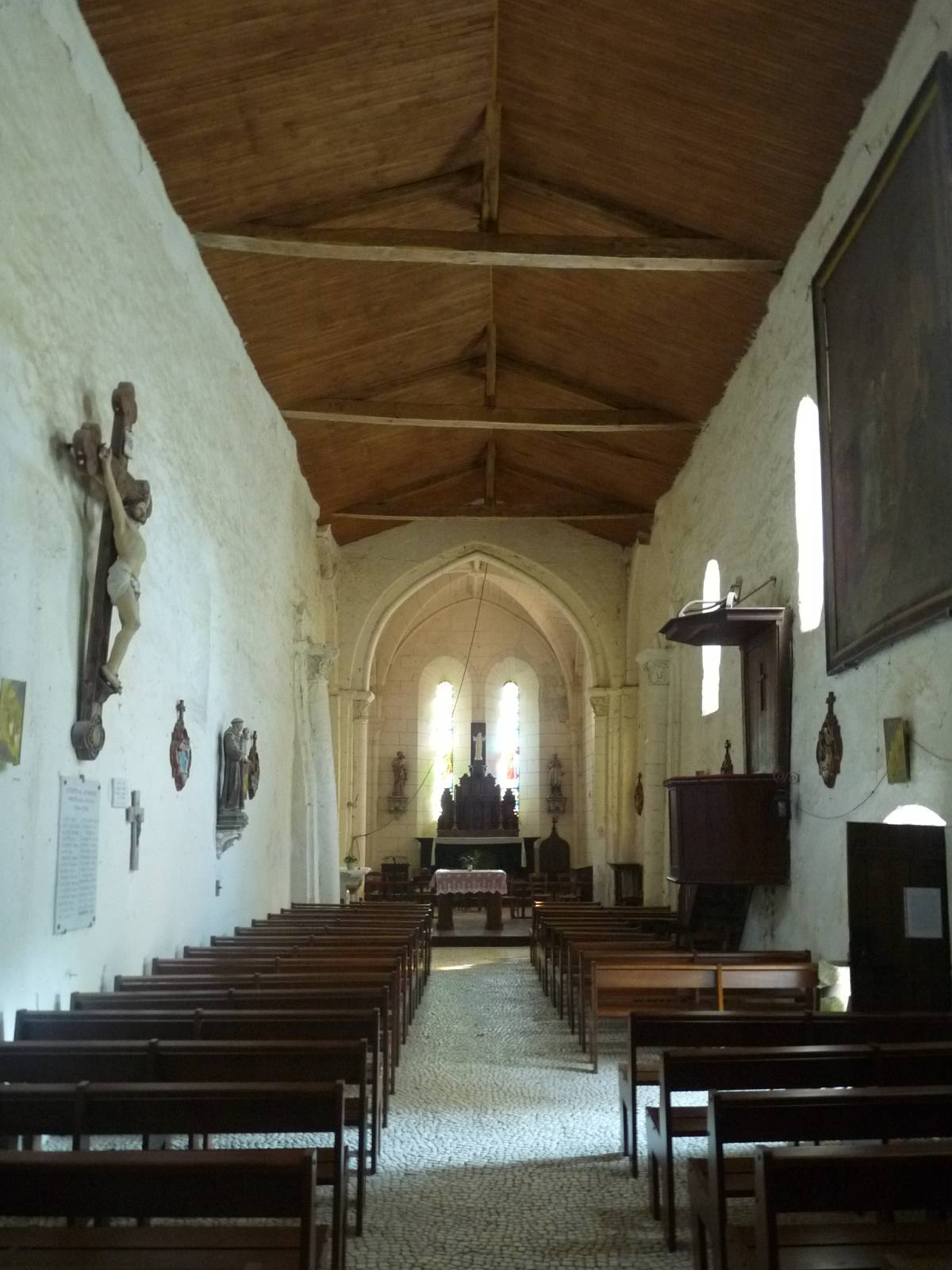
Интерьер церкви Сен-Пьер
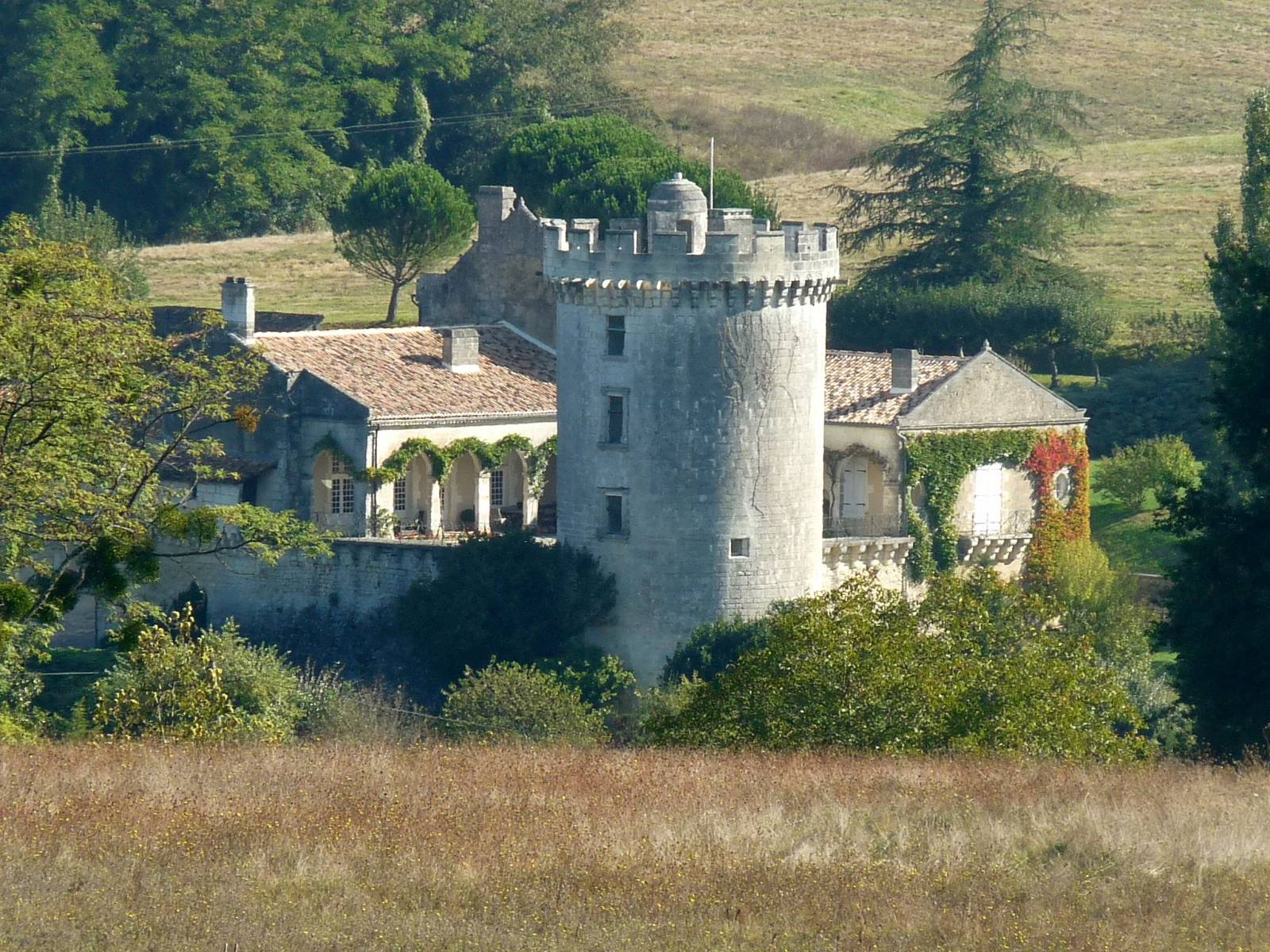
Замок Репер
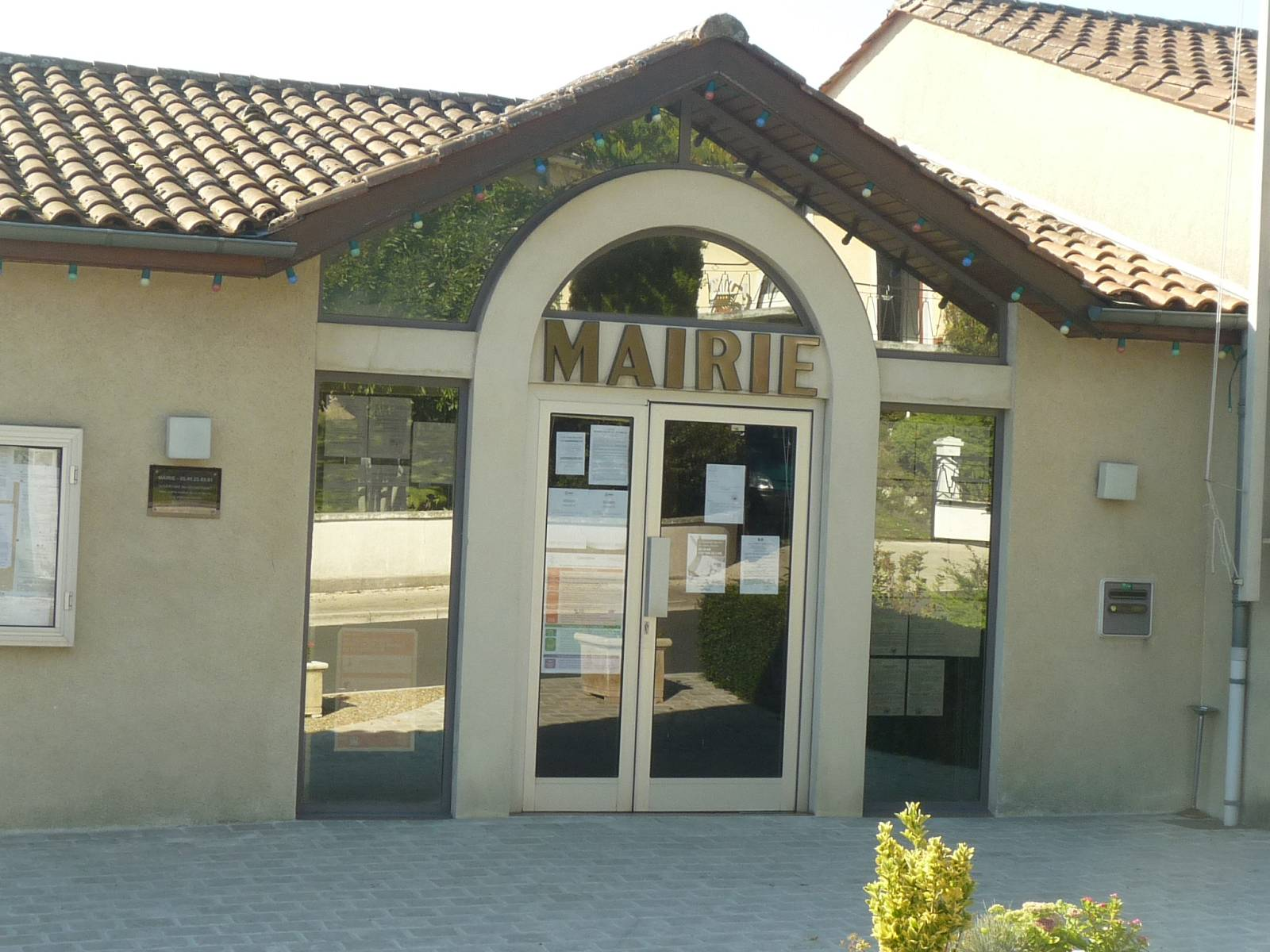
Мэрия